# John K
John K, pseudonimo di John Poulson Keyser (Orlando, 1990), è un cantante statunitense.

## Biografia
John K ha firmato il suo primo contratto discografico con la Epic Records nell'aprile 2019, mese in cui è uscito il primo EP If We Never Met, trainato dal pezzo omonimo certificato platino dalla Recording Industry Association of America con oltre 1 000 000 di vendita totalizzate. Per la promozione del singolo, classificatosi nella Bubbling Under Hot 100 nazionale, l'artista si è esibito al programma mattutino The Today Show.
Il suo primo album in studio Love + Everything Else, messo in commercio nel 2020, contiene la traccia Parachute, che si è piazzata all'interno della Circle Chart nel gennaio 2022. All'LP ha fatto seguito In Case You Miss Me, il suo secondo disco sotto la Epic Records.

## Discografia

### Album in studio
- 2020 – Love + Everything Else
- 2021 – In Case You Miss Me

### EP
- 2019 – If We Never Met

### Singoli
- 2017 – Runnin'
- 2017 – Gold (con Ricky Remedy)
- 2017 – OT
- 2017 – Wrong
- 2018 – Best of Me
- 2020 – If We Never Met (feat. Kelsea Ballerini)
- 2020 – Wasted Summer (con Teamwork e i Loote)
- 2020 – Happiness
- 2021 – ILYM (feat. Rosie)
- 2021 – Everything
- 2022 – A Lot
- 2022 – Guitars and Drugs
- 2022 – Something Worth Working On
- 2022 – Be Alright/U Sometimes
- 2024 – Lost

### Collaborazioni
- 2021 – Problems (Don Diablo e JLV feat. John K)